# Drosselzaunkönig
Der Drosselzaunkönig (Campylorhynchus turdinus) ist eine Vogelart aus der Familie der Zaunkönige (Troglodytidae), die in Brasilien, Ecuador, Peru, Bolivien, Paraguay und Argentinien verbreitet ist. Der Bestand wird von der IUCN als nicht gefährdet (Least Concern) eingeschätzt.

## Merkmale
Der Drosselzaunkönig erreicht eine Körperlänge von etwa 20,5 cm bei einem Gewicht von ca. 39,0 g. Der Überaugenstreif sowie die Zügel sind weißlich bis blass gräulich, die Ohrdecken graubraun gefleckt. Er hat einen matt schwärzlich grau geschuppten Oberkopf. Die Schultern und der Rücken sind ähnlich gefärbt mit breiteren Schuppen. Der Hinterrücken und der Bürzel sind schwärzlich grau mit undeutlich gelbbraungrauen Streifen. Die Handschwingen und die Armschwingen sind matt schwärzlich und braun gestreift, die Steuerfedern matt schwärzlich braun. Das Kinn, die Kehle und die Brust sind matt weiß, wobei die Brust auffällige schwärzliche Flecken hat. Die Flanken sind gelbbraungrau mit undeutlichen dunkleren Streifen. Die Augen sind blass orangerötlich, der Oberschnabel schwärzlich, der Unterschnabel elfenbeinfarben und die Beine dunkelgrau. Beide Geschlechter ähneln sich im Aussehen. Jungtiere wirken farblich matter und haben weniger Flecken auf der Brust. Ganzheitlich zeigen sie weniger Markierungen als ausgewachsene Vögel.

## Verhalten und Ernährung
Zur Ernährung des Drosselzaunkönigs gehören überwiegend Insekten, doch frisst er auch Früchte. Sein Futter sucht er normalerweise in kleinen Gruppen, wahrscheinlich Familienmitgliedern, und hauptsächlich in den oberen Baumkronen.

## Lautäußerungen
Der Gesang des Drosselzaunkönigs besteht aus lautem, fröhlichem Glucksen, dem oft eine Serie harter, kratzender Töne vorausgeht. Beide Geschlechter singen.

## Fortpflanzung
Die Brutsaison des Drosselzaunkönigs im Osten Boliviens dauert zumindest von Juni bis Oktober. Das Nest aus Bolivien wird als zerfurchter Grasball beschrieben, der oft Material wie Schlangenhaut, Plastikfragmente usw. enthält. Es ist 21 cm hoch, 13 bis 16 cm breit und hat ein ca. 4 cm breites und im Durchmesser 4 cm großes Eingangsloch, das sich ca. 4 cm unterhalb des Dachs befindet. Normalerweise wird es auf der Spitze der Macauba-Palme (Acrocomia aculeata) oder an der Spitze anderer immergrüner Bäume wie der zu den Schmetterlingsblütlern gehörenden Art Swartzia jorori gebaut. In Mato Grosso nutzt er vermutlich alte Nester von Bündelnistern (Phacellodomus) und legt den Hohlraum mit Federn aus. In Peru wurde beobachtet, wie er natürliche Höhlen in Bäumen nutzt, die vermutlich ein Nest beinhaltete. Im westlichen Amazonien Brasiliens wurde von August bis September beobachtet, wie er ein aktives Nest einer Harpyies nutzte, um zu brüten. Ähnliches wurde aus dem Pantanal berichtet. Ein Gelege besteht aus drei bis vier schmutzig weißen Eiern mit dunkeln Flecken, insbesondere am dickeren Ende. Informationen zur Brutzeit und wann die Nestlinge flügge werden, sind bisher nicht bekannt. In Bolivien wurde beobachtet, wie der Seidenkuhstärling (Molothrus bonariensis) das Nest als Wirtsnest für seine Eier nutze.

## Verbreitung und Lebensraum

Karte des Verbreitungsgebiets

Der Drosselzaunkönig bevorzugt feuchte Wälder, inklusive Várzea und Sekundärvegetation an Waldränder, aber auch Gärten und Parkanlagen. Oft ist er auch in der Nähe von Weideland anzutreffen. In Mato Grosso ist er oft in Palmbäumen zu beobachten. Er bewegt sich in den Tiefebenen in Höhenlagen von Meeresspiegel, örtlich in den Vorgebirgen der östlichen Anden bis 1300 Metern.

## Migration
Es wird vermutet, dass der Drosselzaunkönig ein Standvogel ist.

## Unterarten
Es sind drei Unterarten bekannt:
- Campylorhynchus turdinus hypostictus Gould, 1855[4] kommt im nordwestlichen und westlichen Amazonien vor. Das Verbreitungsgebiet reicht von zentrale und südöstliche Kolumbien, dem östlichen Ecuador östlich über Brasilien bis an den Rio Tocantins, südlich bis ins östliche Peru und nördliche Bolivien. Die Unterart ähnelt der Nominatform, hat aber auf der Unterseite mehr und stärkere Flecken.[1]
- Campylorhynchus turdinus turdinus (Wied-Neuwied, 1821)[5] ist im östlichen zentralen Brasilien verbreitet.
- Campylorhynchus turdinus unicolor Lafresnaye, 1846[6] kommt im nördlichen Bolivien, dem südwestlichen Brasilien, in Paraguay und dem extrem nördlichen Argentinien vor. Die Subspezies unterscheidet sich deutlich. Die Unterseite hat nur wenige bis gar keine Flecken. Die Oberseite ist grau mit nur wenig brauner Tönung. Der Überaugenstreif ist deutlicher zu erkennen.[1]

Campylorhynchus turdinus aenigmaticus Meyer de Schauensee, 1948 wird heute als Hybride von Weißkopf-Zaunkönig (Campylorhynchus albobrunneus) und Tigerzaunkönig (Campylorhynchus zonatus) betrachtet.

## Etymologie und Forschungsgeschichte
Die Erstbeschreibung des Drosselzaunkönigs erfolgte 1821 durch Maximilian zu Wied-Neuwied unter dem wissenschaftlichen Namen Opetiorhynchos turdinus. Das Typusexemplar wurde bei Wied-Neuwied Beruga gesammelt. 1824 führte Johann Baptist von Spix die für die Wissenschaft neue Gattung Campylorhynchus ein. Dieser Name leitet sich von »campylos, camptō καμπυλος, καμπτω« für »gebogen, biegen« und »rhynkhos ῥυγχος« für »Schnabel« ab. Der Artname »turdinus« leitet sich vom lateinischen »turdus« für »Drossel« ab. Wied-Neuwied schrieb selbst zum Namen »da er etwa die Zeichnung unserer Drossel hat.« »Unicolor« bedeutet »einfarbig, einheitlich« und setzt sich aus »uni-« für »allein« und »color, coloris« für »Farbe« zusammen. »Hypostictus« ist ein griechisches Wortgebilde aus »hypo ὑπο« für »unten« und »stiktos στικτος« für »gefleckt« ab. »Aenigmaticus« bedeutet »obskur, rätselhaft« von  »aenigma, aenigmatis, ainigma αινιγμα« für »Mysterium, Rätsel«.